# Segelfluggelände Ingolstadt-Etting

i7
i11
i13
Das Segelfluggelände Ingolstadt-Etting liegt im Stadtteil Etting der kreisfreien Stadt Ingolstadt in Bayern, etwa fünf Kilometer nördlich des Zentrums von Ingolstadt.

## Flugbetrieb
Das Segelfluggelände ist mit einer 700 m langen und 30 m breiten Start- und Landebahn aus Gras (Richtung 10/28) ausgestattet. Es besitzt eine Betriebszulassung für Segelflugzeuge, Motorsegler und Ultraleichtflugzeuge. Der Start von Segelflugzeugen erfolgt per Flugzeugschlepp. Der Halter und Betreiber des Segelfluggeländes ist der Aero-Club Ingolstadt e. V.

## Geschichte
Der Aero-Club Ingolstadt e. V. wurde 1950 gegründet. Das Segelfluggelände wurde 1965 zugelassen.